# Bisdom San Jose de Antique
Het bisdom San Jose de Antique (Latijn: Dioecesis Sancti Iosephi de Antiquonia) is een rooms-katholiek bisdom met als zetel San Jose de Buenavista, hoofdstad van de provincie Antique, op de Filipijnen. Het bisdom is suffragaan aan het aartsbisdom Jaro. 

## Geschiedenis
Het bisdom werd opgericht op 24 maart 1962, als de territoriale prelatuur San Jose de Antique, uit delen van het aartsbisdom Jaro. Op 15 november 1982 werd het verheven tot bisdom. 

## Parochies
Het bisdom had in 2022 een oppervlakte van 2.552 km2 en telde 696.200 inwoners waarvan 70,9% rooms-katholiek was.

## Ordinarii

### Prelaten
- Henricus Cornelius de Wit (12 april 1962 - 9 augustus 1982)

### Bisschoppen
- Raul José Quimpo Martirez (5 januari 1983 - 16 maart 2002)
- Romulo Tolentino de la Cruz (16 maart 2002 - 14 mei 2008; coadjutor sinds 8 januari 2001)
- Jose Romeo Juanito Orquejo Lazo (21 juli 2009 - 14 februari 2018)
- Marvyn Abrea Maceda (7 januari 2019 - heden)

## Galerij van afbeeldingen

Wapen van het bisdom
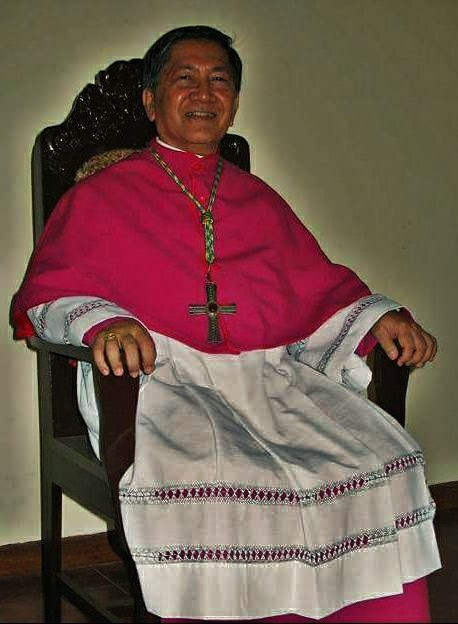
Bisschop Jose Romeo Juanito Orquejo Lazo (2009-2018)

Jaro (aartsbisdom) · Bacolod · Kabankalan · San Carlos · San Jose de Antique